# Ronnie Villareal
Ronnie Nelson Villareal Vega (Chitré, República de Panamá, 19 de febrero de 1995) es un futbolista panameño. Juega como delantero. Actualmente milita en el Herrera FC de la LPF de Panamá.

## Clubes
| Club                | País   | Temporadas  |
| ------------------- | ------ | ----------- |
| Atlético Veraguense | Panamá | 2016 - 2018 |
| San Francisco       | Panamá | 2018 - 2019 |
| Azuero FC           | Panamá | 2019        |
| Herrera FC          | Panamá | 2021 - Act. |